# Макропод круглохвостий
Круглохво́стий макропо́д (Macropodus ocellatus) — прісноводний вид лабіринтових риб з родини осфронемових (Osphronemidae), підродина макроподові (Macropodusinae).

## Назва виду
1842 року Теодор Кантор (англ. Theodore Cantor), данець за походженням, тоді лікар Британської Ост-Індійської компанії і дуже добре освічена в галузі біології людина, описав новий вид Macropodus ocellatus з островів Чжоушань біля узбережжя китайської провінції Чжецзян. Ці острови в середині XIX ст. перебували під британською окупацією.
Назва ocellatus латинського походження, вона означає «з о́чком» і стосується чорнуватих плям на зябрових кришках.
Існували певні проблеми з таксономією круглохвостого макропода. Довгий час уважалося, що це може бути вид Macropodus chinensis, описаний німецьким лікарем Маркусом Елієзером Блохом у 1790 році як Chaetodon chinensis. Він і досі в Китаї та Тайвані відомий в науковій літературі під назвою M. chinensis (Bloch, 1790). Підставою до цього було те, що малюнок М. Блоха в його описі Chaetodon chinensis зображує круглохвосту рибу, а таку ознаку серед представників роду Macropodus має лише круглохвостий макропод (англ. Round-tailed Paradise Fish), тоді як у решти хвостовий плавець роздвоєний. Лише 1990 року Г.-Й. Пепке (нім. H.-J. Paepke), дослідивши голотип Chaetodon chinensis, який довгий час вважався відсутнім, встановив, що цей зразок насправді належить до виду Macropodus opercularis (Linnaeus, 1758) і має пошкоджений хвостовий плавець. Тому правильною науковою назвою для круглохвостого макропода має бути Macropodus ocellatus Cantor, 1842. Два його зразки зберігаються в Музеї природознавства в Лондоні.
З цієї причини у старій науковій та акваріумній літературі вид значиться переважно під назвою Китайський макропод або Macropodus chinensis (Bloch, 1790).

## Опис

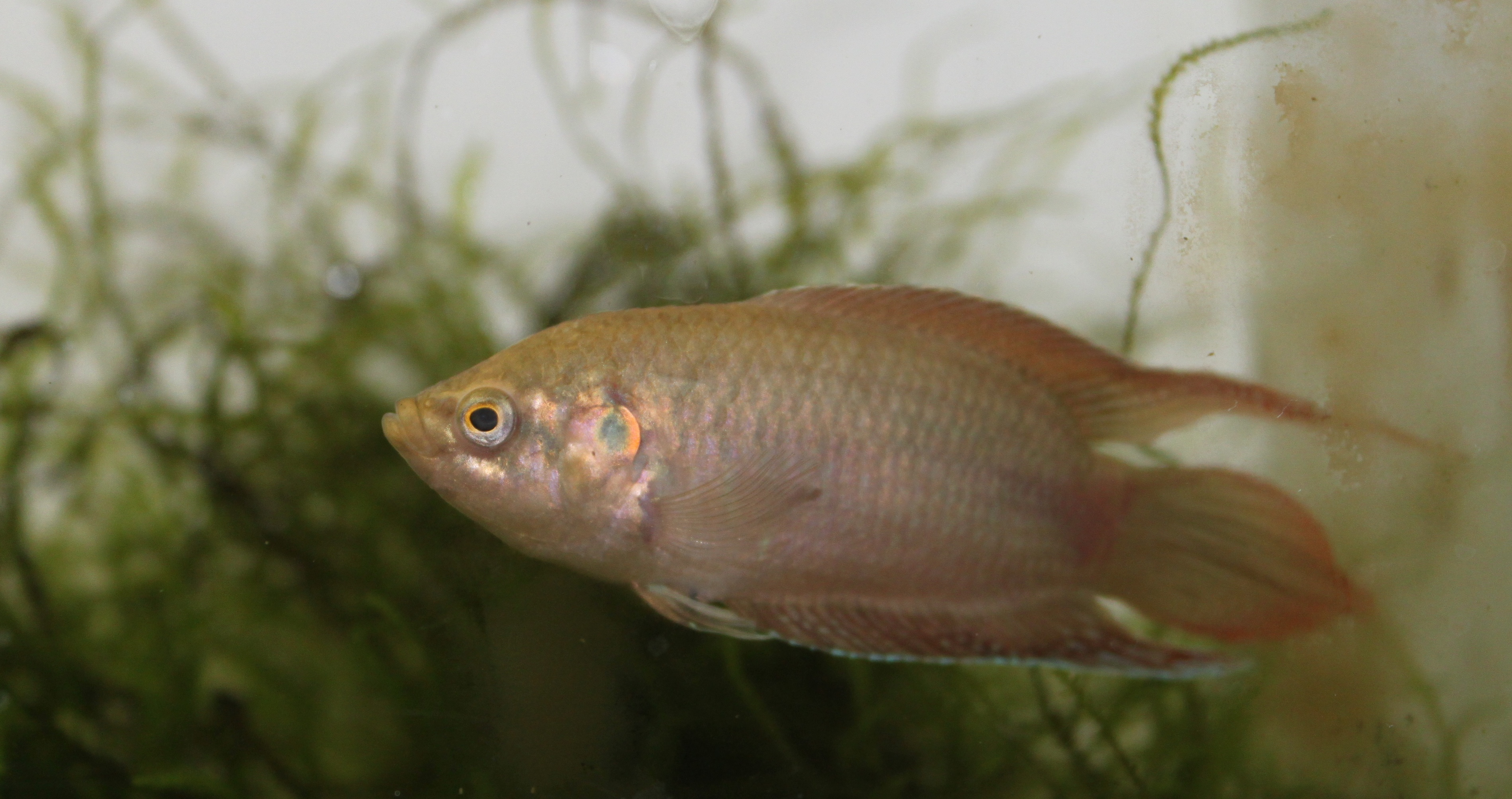

За формою круглохвостий макропод схожий на звичайного макропода (Macropodus opercularis), але має округлий хвостовий плавець (звідси й назва виду). Самці виростають до 8 см, а самки — до 6 см завдовжки. Тіло видовжене, стиснуте з боків, рот верхній, порівняно маленький, зі здутими губами, очі великі. Кінчики спинного та анального плавців сильно подовжені у вигляді ниток і можуть виходити за край хвостового плавця. Спинний плавець має 17-19 твердих і 5-7 м'яких променів, анальний 17-24 твердих і 7-10 м'яких. Більша кількість твердих променів спинного плавця чітко відрізняє M. ocellatus від решти представників роду. У бічній лінії 28-30 лусок. 26-28 хребців. 6-13 тичинок на першій зябровій дузі. Нижній край зябрових кришок слабко вкритий зубчиками.
Забарвлення невиразне, жовтувато-коричневе, з темними поперечними смугами. Луски не мають темної облямівки. Плавці прозорі, блідо-сірі з блакитним відтінком. На зябрових кришках присутня чорна пляма.
Самці більші за самок, мають густіше забарвлення й подовжені кінці спинного й анального плавців.

## Поширення
Вид поширений на величезній території, що включає північні, центральні та південні райони Китаю. Південною межею ареалу круглохвостого макропода вважається басейн річки Сіцзян, але є повідомлення, що Macropodus ocellatus був виявлений також на південь від Гонконгу та навіть у північно-східному В'єтнамі. На півночі межі поширення круглохвостого макропода сягають басейну річки Амур в Північно-Східному Китаї та Кореї. Зустрічається також на Японських островах.
Вид був виявлений також у Хабаровську, в російській частині басейну Амуру. Припускають, що тут він не є рідним, а його поява, ймовірно, є результатом штучної інтродукції.
Прісноводний вид. Зустрічається в різноманітних водоймах: у ставках, болотах, іригаційних каналах, на рисових полях, в затоках та інших спокійних ділянках великих річок з повільною течією. Зазвичай водиться серед густої рослинності.

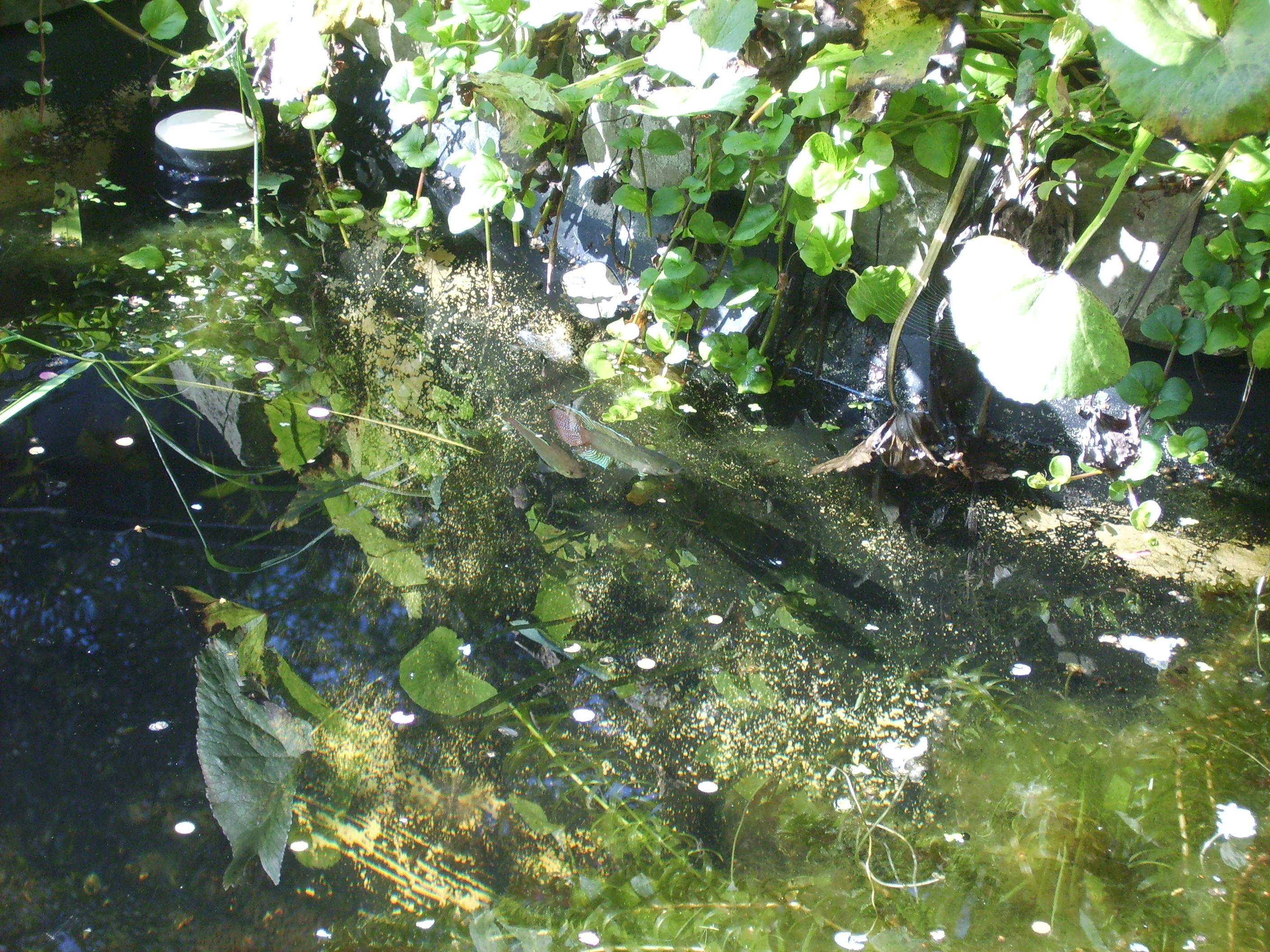
Пара круглохвостих макроподів у відкритій водоймі.

## Біологія
Як і інші лабіринтові риби, круглохвостий макропод має лабіритновий апарат — додатковий орган дихання, який дає рибам можливість використовувати атмосферне повітря. Ця особливість дозволяє макроподам виживати у водоймах з обмеженою кількістю розчиненого кисню (на рисових полях, у дренажних канавах тощо).
Круглохвостий макропод є найпівнічнішим представником роду. Він проживає в різних кліматичних зонах, крім субтропічних регіонів Китаю, населяє райони з помірних кліматом (північний Китай, Корея). У зимові місяці на півночі місцеві водойми замерзають, дорослі риби та молодь (близько 1,5 см стандартної довжини) іноді плавають під кригою. У таких умовах вони не мають можливості використовувати свій лабіринтовий орган, але це не є проблемою, за температури 4 градуси зябрового дихання рибам цілком вистачає.
У природі круглоховсті макроподи харчуються личинками комах, дрібними ракоподібними, дрібними рибками.
Визрівають у віці 5-7 місяців. Тільки-но температура підніметься до 15 градусів, риби починають готуватися до нересту. Самець будує гніздо з піни серед плавучої рослинності на поверхні води. В цей час він набуває надзвичайно яскравого синього шлюбного забарвлення, а самка, навпаки, стає блідою, кремового кольору. Стосунки між рибами лишаються мирними. Коли гніздо буде готовим, самець починає загравати до самки, розправляючи свої плавці й помахуючи тілом. Через деякий час самка йде за ним під гніздо. Тут самець тісно обіймає самку своїм тілом, перевертає на спину й витискає з неї порцію ікри. Ікринки мають жирову глобулу й спливають до поверхні води. Самець ротом збирає їх і випльовує до гнізда. Коли порядок буде наведений, риби повертаються до спаровування. Всього відкладається кілька сотень ікринок. Після закінчення нересту самець перебирає на себе охорону гнізда й піклування за потомством, при цьому він стає дуже агресивним. У разі небезпеки самець може перемістити гніздо в інше місце.
Личинки починають вилуплюватись через 24 години. Ще протягом двох діб вони лишаються у гнізді й харчуються за рахунок своїх жовткових мішків, після чого починають вільно плавати й переходять до самостійного життя. Батьківська турбота самця в цей момент припиняється.

## Утримання в неволі
Китайський або круглохвостий макропод є давнім, хоча й рідкісним мешканцем акваріумів. Перші екземпляри цієї риби прибули до Європи 1913 року, але не отримали популярності. Виключаючи нерестовий період, круглохвості макроподи мають зовсім бліде забарвлення, тому їх рідко тримають в акваріумах. Зовні Macropodus ocellatus помітно поступається звичайному макроподу. Вид не користується попитом і рідко імпортуються. Слід також враховувати, що ні Китай, ні Корея не є експортерами акваріумних риб. Проте іноді таки трапляється можливість придбати цих риб за помірну ціну в Інтернеті у імпортерів або європейських селекціонерів.
Це риба на любителя, який повинен докласти чимало зусиль, щоб розводити й утримувати її протягом тривалого часу. Вид ставить ряд специфічних вимог і не підходить до звичайного спільного акваріума. Головна проблема полягає в тому, що ці риби потребують нижчої температури води, ніж абсолютна більшість акваріумних риб. Найкраще тримати їх парами або групою. Для цього потрібен акваріум місткістю 100 літрів або більше зі щільною рослинністю, ґрунтом із дрібного гравію, окремими плавучими рослинами. Температура води не повинна перевищувати 24 °C, оптимальними вважаються її показники 16-23 °C улітку та 6-12 °C узимку. За низьких температур узимку риби виростають більшими й сильнішими. Без холодної зимівлі на розведення риб розраховувати складно. До того ж у звичайному тропічному акваріумі вони довго не живуть, часто страждають від риб'ячого туберкульозу.
Хімічний склад води не має значення для цих риб, хоча в м'якій воді вони більш сприйнятливі до ряду паразитів.
Загалом вид невибагливий, порівняно мирний, трохи інертний. Риби беруть будь-які види кормів, але годівля має бути різноманітною. При утриманні у спільному акваріумі завжди першими припливають на корм і можуть залишити сусідів голодними.
Через свою надзвичайну толерантність до холоду круглохвостих макроподів часто тримають у садових ставках. При утримуванні цих риб у відкритих водоймах слід враховувати їх походження. Наприклад, корейські популяції без будь-яких проблем можуть тут і зимувати, адже вони звикли жити під кригою за температури води 4 °C. Риби з регіонів, розташованих далі на південь, є більш чутливими, але й вони можуть жити взимку в холодній воді (близько 10 °C), проте замерзання водойми не витримують. У великому ставку з гарною рослинністю макроподи мають достатньо їжі й, якщо не мають конкуренції з боку інших риб, постійно розмножуються. Дорослі макроподи не полюють своє потомство, але старші мальки можуть поїсти менших, тому ті мають мати можливості десь заховатися. Здається, молодь 2-3 см завдовжки найкраще переживає зиму.
Якщо риб розводять в умовах акваріума, потрібне нерестовище місткістю близько 40 літрів зі схованками та рослинами, що плавають на поверхні, рівень води у межах 5-10 см. Температуру води підвищують до 20-23 °C. Після закінчення нересту самку забирають з нерестовища, а самець лишається охороняти гніздо й доглядати за потомством. Коли мальки попливуть, забирають і самця. Спочатку молодь годують інфузоріями та «живим пилом», приблизно за 10-12 днів вони будуть здатні їсти наупліуси артемій.
Тривалість життя круглохвостого макропода в неволі становить від 3 до 5 років.